# المجموعات الحوضية
المجموعات الحوضية (بالإنجليزية: Basin Groups)‏ وهي عبارة عن 9 أقسام فرعية من الفترة الجيولوجية القمرية لما قبل النكتارية. وهي الحقبة الثانية من الدهر الجهنمي.

## التعريف
كان الدافع وراء إنشاء أقسام فرعية للمجموعات الحوضية هو تصنيف 30 حوضًا اصطداميًا ما قبل النكتارية إلى 9 مجموعات عمرية نسبية. يعتمد العمر النسبي للحوض الأول في كل مجموعة على كثافة الفوهات وعلاقات التراكب، في حين يتم تضمين الأحواض الأخرى على حسب الأسس الأضعف. لا يوجد عمر رسمي لقاعدة مجموعة الحوض 1، ويتم تحديد الحدود بين مجموعة الحوض 9 والفترة النكتارية من خلال تكوين الحوض النكتاري الاصطدامي.